# Diana Nemorensis
Diana Nemorensis, o Diana de Nemi, también conocida como Diana del bosque, era una forma itálica de la diosa Diana que se helenizó durante el siglo IV a. C. y se amalgamó con Artemisa. Su santuario se encontraba en la orilla meridional del Lago de Nemi, bajo los precipicios de la moderna ciudad de Nemi (en latín: nemus Aricium). A este lago se refieren los poetas con el nombre de speculum Dianae, es decir: «espejo de Diana». Solo la ciudad de Aricia estaba situada a unas tres millas de distancia, a los pies de las Colinas Albanas, y separada del lago por una abrupta pendiente, que se sitúa en una pequeña depresión en la ladera de la montaña.

## Origen de la leyenda
De acuerdo con una de las múltiples leyendas fundadoras de origen heleno, el culto de Diana en Nemi habría sido instituido por Orestes, quien, tras matar a Thoas, rey de Táurica (Crimea), huyó con su hermana Ifigenia a Italia, llevándose con él la imagen de la Diana Táurica oculta en un haz de leña. Tras su muerte, se desarrolló el mito, sus huesos fueron transportados de Aricia a Roma y enterrados en frente del Templo de Saturno, en la Colina Capitolina, cerca del Templo de la Concordia. El ritual sangriento que la leyenda adscribe a la Diana Táurica es familiar para los lectores de la literatura clásica; se decía que todo extranjero que llegaba a la orilla era sacrificado en su altar, aunque una vez transportado a Italia, el rito del sacrificio humano asumió una forma más suave.

Ninguna evidencia histórica o arqueológica relaciona estos mitos griegos con el cultus de Nemi.

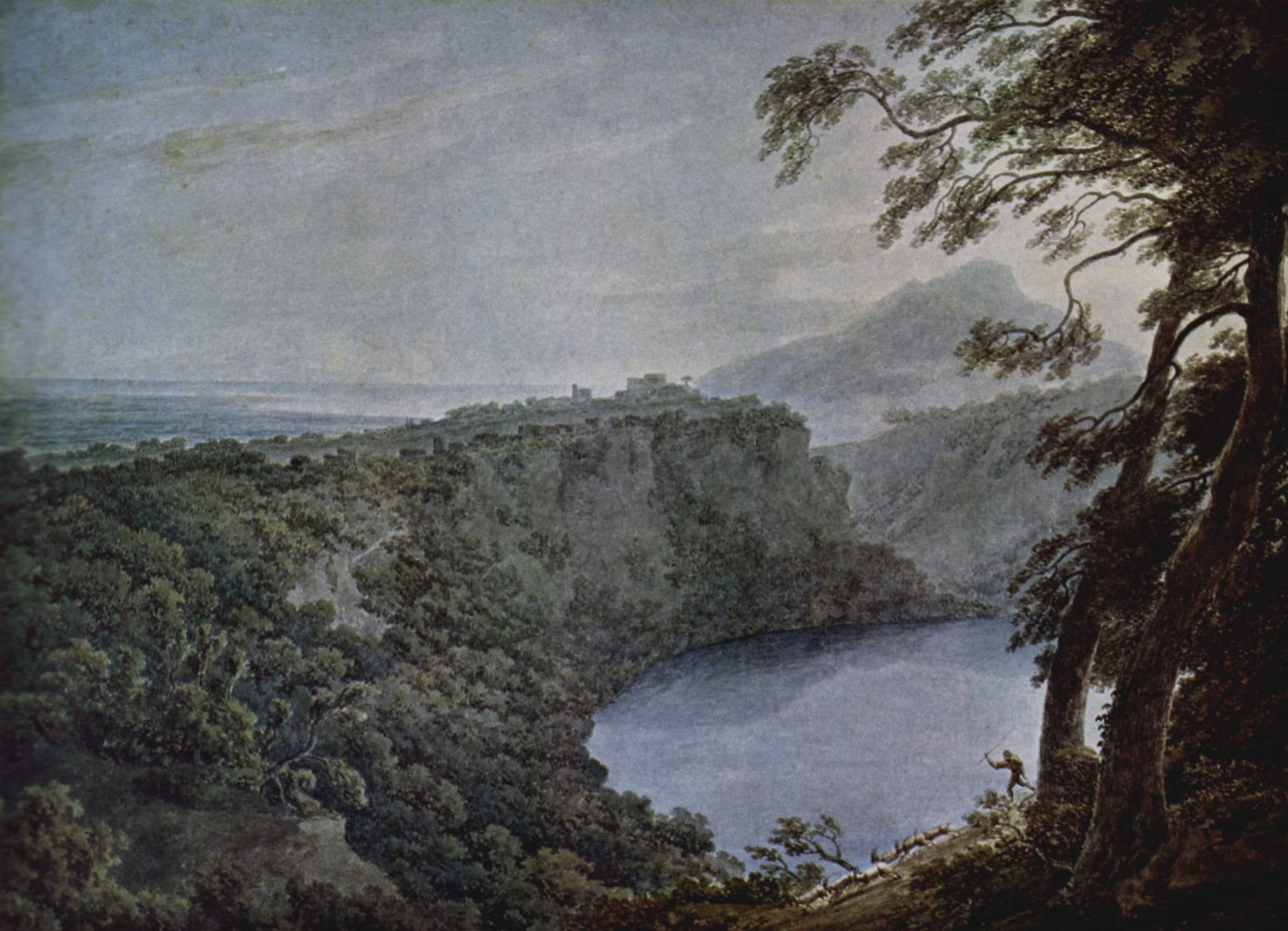
Representación del del Lago de Nemi, pintado por John Robert Cozens.

## Cualidades
El templo de Diana Nemorensis estaba precedido por el bosque sagrado en el que había tallada una imagen de culto. El templo fue considerado por Vitruvio como arcaico y "etrusco" en su forma. A. E. Gordon ha observado que la comparativamente tardía fecha de los restos excavados del santuario no excluye la dedicatoria del bosquecillo a finales del siglo VI. Albert Alföldi ha demostrado que la imagen de culto permanecía en su lugar en fecha tan tardía como el 43 a. C., cuando fue reflejada en el sistema monetario.
El tipo itálico de imagen de culto tripliforme de Diana Nemorensis fue reconstruido Alföldi a partir de una secuencia de monedas del último periodo republicano que conectó con una gens de Aricia; algunos ejemplos de estos denarii pueden verse en internet. En los ejemplos primitivos, las tres diosas aparecen delante de un bosque incompletamente indicado; la diosa central tiene colocada su mano derecha en el hombro de una de las otras diosas y su mano izquierda en la cadera de la otra. Se insinúa que las tres son en realidad una a través de una barra horizontal que pasa por detrás de sus cuellos conectándolas. Los acuñadores posteriores simplificaron la imagen. La Diana latina era concebida como una unidad triple de la cazadora divina, la diosa Luna, y la diosa del mundo inferior, Hécate; Alföldi interpretó la imagen numismática, notando que Diana montium custos nemoremque virgo ("guardiana de las montañas y virgen de Nemi") es llamada por Horacio diva triformis ("diosa triforme"). A Diana la llaman normalmente Trivia tanto Virgilio como Catulo.
Las ofrendas votivas, ninguna anterior al siglo IV a. C., encontradas en el bosquecillo de Aricia la representan como una cazadora, y además bendiciendo a hombres y mujeres con descendencia, y garantizando a las mujeres embarazadas un buen parto. La inscripción de la dedicatoria, desaparecida hacía tiempo, fue copiada por su curiosidad como testimonio de la unión política de las ciudades latinas, la Liga Latina, por Catón el Viejo y transmitida, quizá de forma incompleta, por el gramático Prisciano:
Lucum Dianium in nemore Aricino Egerius Baebius Tusculanus dedicavit dictator Latinus. hi populi communiter: Tusculanus, Aricinus, Lanuvinus, Laurens, Coranus, Tiburtis, Pometinus, Ardeatis Rutulus

El dictador latino Egerius Baebius de Tusculano dedicó la arboleda de Diana en el bosque de Aricino junto con los siguientes pueblos: Tusculano, Aricia, Lanuvio, Laurento, Cora, Tivoli, Pomecia, Ardea Rutula.
Diana Nemorensis no fue trasladada a la Roma republicana mediante el rito llamado evocatio, como fue interpretado con Juno de Veyes, sino que permaneció como extranjera allí, en un templo fuera del pomerium, aparentemente en el Aventino.
Una inscripción en una ofrenda votiva de la época de Nerva indica que Vesta, diosa romana del hogar y la familia, fue también venerada en el bosquecillo de Nemi.

## Fuente
- Esta obra contiene una traducción  derivada de «Diana Nemorensis» de Wikipedia en inglés, publicada por sus editores bajo la Licencia de documentación libre de GNU y la Licencia Creative Commons Atribución-CompartirIgual 4.0 Internacional.

- Datos: Q453534